# Mleczaj pępówkowy
Mleczaj pępówkowy (Lactarius omphaliiformis Romagn.) – gatunek grzybów należący do rodziny gołąbkowatych (Russulaceae).

## Systematyka i nazewnictwo
Pozycja w klasyfikacji według Index Fungorum: Lactarius, Russulaceae, Russulales, Incertae sedis, Agaricomycetes, Agaricomycotina, Basidiomycota, Fungi.
Po raz pierwszy opisał go w 1974 r. Henri Charles Louis Romagnesi, według Index Fungorum jednak jest to takson niepewny. Różnie był interpretowany przez mykologów., często podawano go pod nazwą Lactarius tabidus.
Polską nazwę nadała Alina Skirgiełło w 1998 r.

## Morfologia
Kapelusz
Średnica 1–3,5 cm, początkowo stożkowaty, potem płaski, na koniec wklęsły z małym garbkiem. Brzeg czasami odgięty do góry, w starszych owocnikach daleko prążkowany i przeświecający. Powierzchnia matowa, początkowo brązowo-pomarańczowo-ruda, potem blaknąca do cynamonoworudej z mięsistym odcieniem, u starszych owocników różowawa, podobna do lakówki pospolitej (Laccaria laccata), z drobnymi grudkami nadającymi jej szorstkość.
Blaszki
Rzadkie, przyrośnięte i nieco zbiegające, z międzyblaszkami, początkowo jasnoochrowe, potem rudawoochrowe z pomarańczowomięsistym odcieniem.
Trzon
O wysokości 1,3–4 cm i grubości 0,1–0,3 cm, początkowo pełny, potem pusty. Powierzchnia niemal gładka, podobnej barwie jak kapelusz, u podstawy rudokasztanowa.
Miąższ
Cienki, brązoworudawy, u starszych okazów o zapachu pluskwiaków. Mleczko wydziela się skąpo, nawet w młodych owocnikach, jest wodnistobiałe, niezmieniające barwy na powietrzu, w smaku łagodne, ale z gorzkawym posmakiem.
Wysyp zarodników
Kremowy.
Cechy mikroskopowe
Podstawki 40–41 × 10–11,5 µm. Cheilocystydy dość liczne (20–)35–40(–55) x 6–8(–11) µm, pleurocystyd brak, lub rzadkie. Zarodniki owalne, 8–9,5 × 6,5–7,5 µm, o powierzchni pokrytej brodawkami i licznymi łączącymi je listewkami tworzącymi nieregularną siateczkę.
Gatunki podobne
Mleczaj olszowy (Lactarius obscuratus). Od innych grzybów rosnących pod olszami odróżnia się intensywną barwą i drobnołuseczkowatą powierzchnią kapelusza.

## Występowanie i siedlisko
Znane są jego stanowiska głównie w Europie, poza nią podano tylko pojedyncze w Ameryce Północnej, Południowej i Rosji. W Polsce Władysław Wojewoda w 2003 r. przytoczył 10 stanowisk, w późniejszej literaturze mykologicznej podano wiele nowych. Najnowsze stanowiska podaje także internetowy atlas grzybów. Znajduje się w nim na liście gatunków zagrożonych i wartych objęcia ochroną.
Naziemny grzyb mykoryzowy występujący na torfowiskach, głównie pod brzozami, oraz pod olszami na terenach mokrych, często wśród mchów.